# オーディナリー・マン
『オーディナリー・マン』(原題: Ordinary Man)はイギリスのヘヴィ・メタル歌手オジー・オズボーンが2020年に発表したスタジオ・アルバムである。

## 概要
前作『スクリーム』から約10年ぶりに発表されたオリジナル・アルバムである。なおオズボーンはその10年の間にブラック・サバスのメンバーとして2013年に『13』という作品を発表している。

## 収録曲
| #         | タイトル | 作詞・作曲                                                                         | 時間  |
| --------- | --- | ---------------------------------------------------------------------------------- | ----- |
| 1.        | 「ストレート・トゥ・ヘル - Straight to Hell」                                                                             | オジー・オズボーン、アンドリュー・ワット、チャド・スミス、ダフ・マッケイガン       | 3:45  |
| 2.        | 「オール・マイ・ライフ - All My Life」                                                                                    | オズボーン、ワット、スミス、マッケイガン、アリ・タンポジ                           | 4:18  |
| 3.        | 「グッドバイ - Goodbye」                                                                                                  | オズボーン、ワット、スミス、マッケイガン、タンポジ                                 | 5:34  |
| 4.        | 「オーディナリー・マン feat. エルトン・ジョン - Ordinary Man」                                                            | オズボーン、ワット、スミス、マッケイガン、ビリー・ウォルシュ                       | 5:01  |
| 5.        | 「アンダー・ザ・グレイヴヤード - Under the Graveyard」                                                                    | オズボーン、ワット、スミス、タンポジ                                               | 4:57  |
| 6.        | 「イート・ミー - Eat Me」                                                                                                 | オズボーン、ワット、スミス、マッケイガン、タンポジ                                 | 4:19  |
| 7.        | 「トゥデイ・イズ・ジ・エンド - Today is the End」                                                                         | オズボーン、ワット、スミス、タンポジ                                               | 4:06  |
| 8.        | 「スケアリー・リトル・グリーン・メン - Scary Little Green Men」                                                           | オズボーン、ワット、スミス、マッケイガン、タンポジ                                 | 4:20  |
| 9.        | 「ホーリー・フォー・トゥナイト - Holly for Tonight」                                                                      | オズボーン、ワット、スミス、マッケイガン、タンポジ                                 | 4:52  |
| 10.       | 「イッツ・ア・レイド feat. ポスト・マローン - It's a Raid」                                                               | オズボーン、ワット、スミス、タンポジ、ルイス・ベル                                 | 4:20  |
| 11.       | 「テイク・ホワット・ユー・ウォント feat. ポスト・マローン&トラヴィス・スコット - Take What You Want」(ボーナス・トラック) | オースティン・ポスト、オズボーン、ジャック・ウェブスター、ベル、ワット、ウォルシュ | 3:49  |
| 12.       | 「ダークサイド・ブルース - Darkside Blues」(日本盤ボーナス・トラック)                                                     |                                                                                    | 1:47  |
| 合計時間: | 合計時間: | 合計時間:                                                                          | 51:08 |

## 演奏
- オジー・オズボーン - ボーカル、ハーモニカ
- アンドリュー・ワット - ギター
- ダフ・マッケイガン - ベース
- チャド・スミス - ドラムス、パーカッション

- スラッシュ - ギター(#01,04)
- トム・モレロ - ギター(#08,10)
- チャーリー・プース - キーボード(#01)
- エルトン・ジョン - ピアノ、ボーカル(#04)
- ポスト・マローン - ボーカル(#10,11)
- トラヴィス・スコット - ボーカル(#11)